# 小行星1201
小行星1201（1201 Strenua）是一颗围绕太阳公转的小行星。1931年9月14日，卡爾·威廉·萊茵姆特在海德堡发现了此天体。
該小行星以「勤勉」、「細心」的拉丁語命名，表彰德國天文學家古斯塔夫·斯特拉克（Gustav Stracke）的美德典範。
这颗小行星的绝对星等为164.7399421905048等。